# العصر الفيكتوري

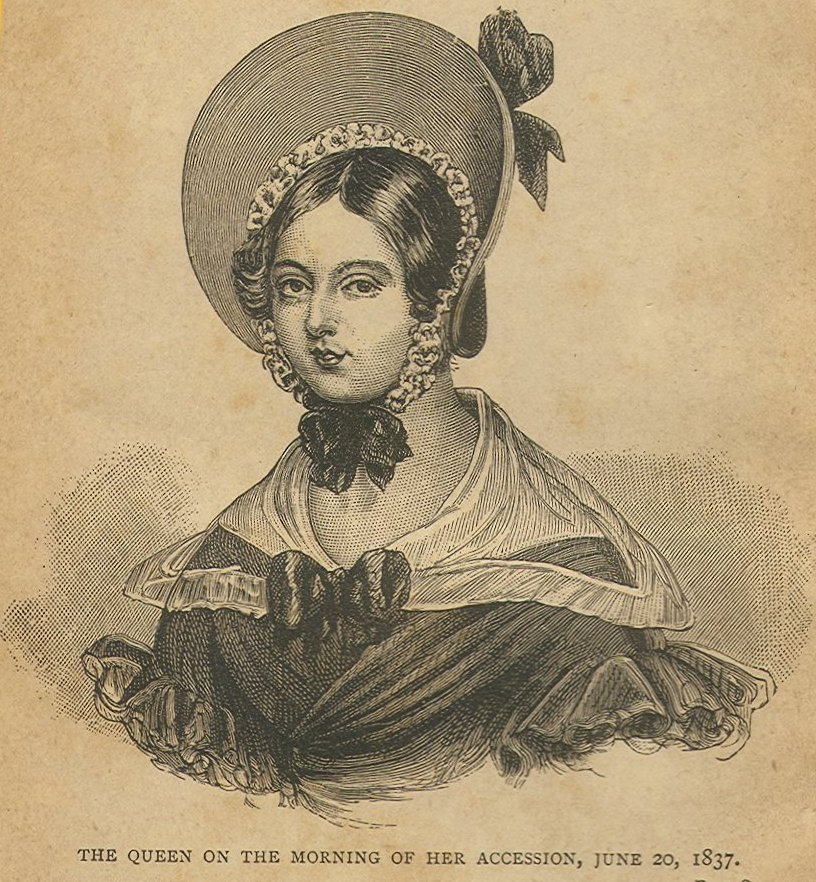
الملكة فكتوريا في صبيحة جلوسها على العرش في 20 يونيو 1837 ومن اسمها أخذ العصر الفكتوري اسمه.

في إنجلترا، العصر الفكتوري (بالإنجليزية: The Victorian era) كانت حقبة تاريخية محركة ليست في إنجلترا فقط بل في أوروبا كلها انطلقت من عصر ما بعد عصر النهضة، كانت فترة بلغت فيها الثورة الصناعية في بريطانيا قمتها ثم امتدت إلى أوروبا ثم الولايات المتحدة الأمريكية وكانت أعلى نقطة في الإمبراطورية البريطانية، كما يشار إلى فترة حكم الملكة فكتوريا (1837 – 1901). يرى المؤرخون أن العصر الفكتوري هو عصر الثورة الصناعية الأولى في العالم وذروة الإمبراطورية البريطانية.
استمر حُكم الملكة فكتوريا 64 عامًا، وكان ثاني أطول حكم في التاريخ البريطاني بعد الملكة إليزابيث الثانية التي حكمت 70 عامًا، ففي بداية عهدها كانت بريطانيا قطرًا زراعيًا وعندما ماتت انقلبت بريطانيا إلى قطر صناعي ضخم مترابط الأطراف بشبكات السكك الحديدية.
شهد العصر الفيكتوري مقاومة للعقلانية التي ميزت الفترة الجورجية وتحولًا متزايدًا نحو الرومانسية وحتى التصوف فيما يتعلق بالدين والقيم الاجتماعية والفنون. من الناحية التكنولوجية، شهد هذا العصر قدرًا هائلًا من الابتكارات التي أثبتت أنها مفتاح قوة بريطانيا وازدهارها. بدأ الأطباء بالابتعاد عن التقاليد والتصوف نحو نهج قائم على العلم. رأى الطب الحديث النور بفضل اعتماد نظرية الجراثيم للأمراض وريادة البحث في علم الأوبئة. تشير العديد من الدراسات إلى أنه على أساس نصيب الفرد، فإن عدد الابتكارات المهمة في العلوم والتكنولوجيا والعباقرة العلميين بلغ ذروته خلال العصر الفيكتوري وكان في انخفاض منذ ذلك الحين.
على الصعيد المحلي، كانت الأجندة السياسية ليبرالية بشكل متزايد، مع عدد من التحولات في اتجاه الإصلاح السياسي التدريجي، والإصلاح الاجتماعي، وتوسيع السلسلة. كانت هناك تغيرات ديموغرافية غير مسبوقة: تضاعف عدد سكان إنجلترا وويلز تقريبًا من 16.8 مليون في عام 1851 إلى 30.5 مليون في عام 1901، كما ارتفع عدد سكان اسكتلندا بسرعة، من 2.8 مليون في عام 1851 إلى 4.4 مليون في عام 1901، ومع ذلك، فإن عدد سكان أيرلندا انخفض بشكل حاد، من 8.2 مليون في عام 1841 إلى أقل من 4.5 مليون في عام 1901، ويرجع ذلك في الغالب إلى الهجرة والمجاعة الكبرى. بين عامي 1837 و 1901 هاجر حوالي 15 مليونًا من بريطانيا العظمى، معظمهم إلى الولايات المتحدة وكندا وجنوب إفريقيا ونيوزيلندا وأستراليا. بفضل الإصلاحات التعليمية، لم يقترب السكان البريطانيون من محو الأمية الشاملة في نهاية الحقبة فحسب، بل أصبحوا أيضًا متعلمين جيدًا بشكل متزايد؛ ازدهرت القراءة بجميع أنواعها.
كانت علاقات بريطانيا مع القوى العظمى الأخرى مدفوعة بالعداء الاستعماري للعبة العظمى مع روسيا، وبلغت ذروته خلال حرب القرم؛ تم الحفاظ على السلام البريطاني للتجارة الحرة الدولية من خلال التفوق البحري والصناعي للبلاد. شرعت بريطانيا في التوسع الإمبريالي العالمي، خاصة في آسيا وأفريقيا، مما جعل الإمبراطورية البريطانية أكبر إمبراطورية في التاريخ، بلغت الثقة بالنفس الوطنية ذروتها. مُنحت بريطانيا الاستقلال السياسي للمستعمرات الأكثر تقدمًا في أستراليا وكندا ونيوزيلندا، ولتجنب الحرب مع الولايات المتحدة، بصرف النظر عن حرب القرم، لم تشارك بريطانيا في أي نزاع مسلح مع قوة كبرى أخرى.

## الاصطلاح والتحقيب
بالمعنى الأدق للكلمة، يغطي العصر الفيكتوري فترة حكم فيكتوريا كملكة للمملكة المتحدة لبريطانيا العظمى وآيرلندا، منذ توليها العرش في 20 يونيو 1837 – بعد وفاة عمها ويليام الرابع – حتى وفاتها في 22 يناير 1901، إذ خلفها بعد ذلك ابنها الأكبر إدوارد السابع. استمر حكمها لـ 63 عامًا وسبعة أشهر، وهي فترة أطول من أي فترة لأسلافها. كان مصطلح «فيكتوري» قيد الاستخدام المعاصر لوصف تلك الحقبة. فُهم هذا العصر أيضًا بمعنى أكثر شمولًا على أنه فترة امتلكت وعيًا وخصائص مميزة عن الفترات القريبة منها، وفي هذه الحالة تؤرَّخ أحيانًا على أنها تبدأ قبل تولي فيكتوريا العرش عادةً من تمرير أو مناقشة (خلال ثلاثينيات القرن التاسع عشر) قانون الإصلاح 1832 الذي أدخل تغييرًا واسع النطاق على النظام الانتخابي في إنجلترا وويلز. خلقت التعريفات التي تدل على وعي أو سياسة مميزة للعصر شكوكًا أيضًا حول أهلية التسمية «الفيكتوري»، على الرغم من وجود دفاعاتٍ عنها أيضًا.
أصرّ مايكل سدلاير على أن «العصر الفيكتوري، في الحقيقة، ثلاث فترات وليس فترة واحدة». ميّز سادلاير بين الفيكتورية الباكرة – الفترة غير المستقرة سياسيًا واجتماعيًا منذ عام 1837 حتى عام 1850 - والفيكتورية المتأخرة (منذ عام 1880 فصاعدًا) مع موجتي الجمالية والنزعة الإمبراطورية الجديدتين الخاصتين بها، وبين ذروة العصر الفيكتوري: الفيكتورية الوسطى منذ عام 1851 حتى عام 1879. ورأى أن الفترة الأخيرة اتسمت بمزيج مميز من الازدهار والتحشم المحلي والرضى عن النفس، ما سماه جورج تريفيليان بشكل مماثل «عقود الفكتورية الوسطى ذات السياسة الهادئة والازدهار المدوي».

## التاريخ السياسي والدبلوماسي

### الباكر
في عام 1832 وبعد اضطراب سياسي كبير، أقر قانون الإصلاح في المحاولة الثالثة. ألغى القانون العديد من مقاعد البلديات وخلق مقاعد أخرى بدلًا منها، بالإضافة إلى توسيع الامتياز التجاري في إنجلترا وويلز (أقر قانونا إصلاح اسكتلندي وقانون إصلاح آيرلندي بصورة منفصلة). تلت ذلك إصلاحات ثانوية في عامي 1835 و1836.
في 20 يونيو 1837، أصبحت فيكتوريا ملكة المملكة المتحدة مع وفاة عمها، ويليام الرابع، بعد أسابيع فقط من بلوغ سن الثامنة عشرة. كانت حكومتها بقيادة رئيس الوزراء اللورد ميلبورن العضو في حزب الأحرار البريطاني، وللذي كانت قريبة منه. إلا أن اللورد ميلبورن استقال في غضون عامين، وحاول السياسي المحافظ السير روبيرت بيل تشكيل وزارة جديدة. رفضت وأعادت تعيين اللورد ميلبورن، وهو قرار انتُقد على أنه غير دستوري. كانت تسجل بانتظام أحداث التمرد في كندا العليا والسفلى حيث ذكّرتها بالثورة الأمريكية التي حدثت في عهد جدها الملك جورج الثالث. أرسلت لندن اللورد دورهام لحل المشكلة، وفتح تقريره لعام 1839 الطريق أمام «حكومة مسؤولة» (أي الحكم الذاتي).
في العام نفسه، أدى الاستيلاء على صادرات الأفيون البريطانية إلى الصين إلى اندلاع حرب الأفيون الأولى ضد سلالة تشينغ وبدأت الهند الإمبراطورية البريطانية الحرب الإنجليزية الأفغانية الأولى وهي واحدة من أوائل الصراعات الرئيسية للعبة الكبرى بين بريطانيا وروسيا.
في جنوب إفريقيا، قام الهولنديون بـ "رحلتهم الكبرى لتأسيس ناتال، وترانسفال، ودولة أورانج الحرة، وهزموا الزولو في هذه العملية، 1835-1838؛ ضمت لندن ناتال في عام 1843 لكنها اعترفت باستقلال ترانسفال في 1852 في ولاية أورانج فري عام 1854.

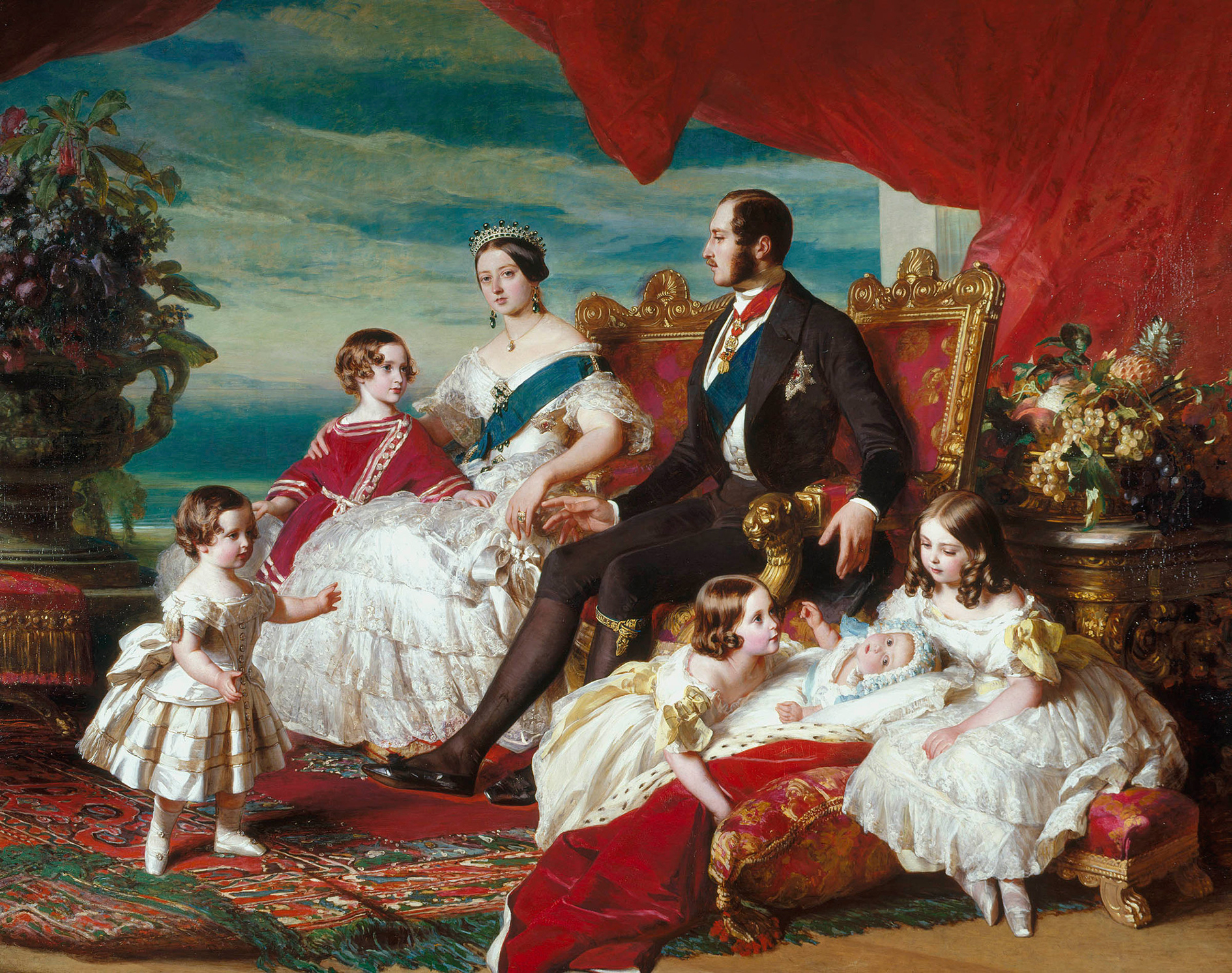
الملكة فيكتوريا والأمير ألبرت وخمسة من أطفالهم عام 1846، لوحة لفرانز زافير وينترهالتر.

في عام 1840، تزوجت الملكة فيكتوريا ابن عمها الألماني الأمير ألبيرت. كان الزواج ذلك سعيدًا للغاية، إذ سعت العائلات الملكية في جميع أنحاء أوروبا بشدة وراء أبنائها. لسوء الحظ، حملت جين هيموفيليا، الذي أثر على عشرة من أحفادها الذكور، أحدهم كان ألكسي رومانوف الوريث للقيصر نيقولا الثاني.
في عام 1840 أقامت معاهدة وايتانغي السيادة البريطانية على نيوزيلندا. أنهى توقيع معاهدة نانكينغ في عام 1842 حرب الأفيون الأولى ومنح بريطانيا السيطرة على جزيرة هونغ كونغ. ومع ذلك أدى الانسحاب الكارثي من كابول في نفس العام إلى إبادة رتل من الجيش البريطاني في أفغانستان. في عام 1845، بدأت مجاعة آيرلندا الكبرى في التسبب بمجاعة جماعية ومرض وموت في آيرلندا، مما أدى إلى الهجرة على نطاق واسع للسماح بدخول المزيد من الطعام الرخيص إلى آيرلندا، ألغت حكومة بيل قوانين الذرة. استبدلت حكومة بيل بحكومة حزب الأحرار البريطانيين بقيادة اللورد جون راسل. في عام 1845، بدأت المجاعة الكبرى بالتسبب بمجاعات جماعية وأمراض والموت في أيرلندا، مما أدى إلى هجرة واسعة النطاق. للسماح بدخول المزيد من الأطعمة الرخيصة إلى أيرلندا، ألغت حكومة بيل قوانين الذرة. تم استبدال بيل بوزارة اليمينية للورد جون راسل.
في عام 1853، خاضت بريطانيا إلى جانب فرنسا حرب القرم ضد روسيا. كان الهدف هو التأكد من أن روسيا لا تستطيع الاستفادة من تدهور وضع الدولة العثمانية وهو اعتبار استراتيجي يُعرف باسم المسألة الشرقية. شكّل الصراع خرقًا نادرًا في السلام البريطاني، فترة السلام النسبي (1815-1914) الذي ساد بين الدول الكبرى في ذلك الوقت، وعلى وجه التحديد في تفاعل بريطانيا معهم. عند إبرامها عام 1856 مع معاهدة باريس، مُنعت روسيا من استضافة وجود عسكري في شبه جزيرة القرم. في أكتوبر من العام نفسه، شهدت حرب الأفيون الثانية هزم بريطانيا لسلالة تشينغ في الصين.
خلال عامي 1857-1858، قُمعت انتفاضة قام بها السيبويز ضد شركة الهند الشرقية، وهو حدث أفضى إلى نهاية حكم الشركة في الهند ونقل الإدارة إلى الحكم المباشر من قبل الحكومة البريطانية. لم تتأثر الدول الأميرية وبقيت خاضعة للتوجيه البريطاني.

### الوسطى
في عام 1861، توفي الأمير ألبيرت. وفي عام 1867 أقر قانون الإصلاح الثاني الذي أدى إلى توسيع التجارة الداخلية وعزز قانون أمريكا الشمالية البريطاني مستعمرات البلاد في ذلك الإقليم حتى الاتحاد الكندي. كان هناك إمداد كبيرًا متاحًا لبريطانيا العظمى عندما اندلعت الحرب الأهلية الأمريكية وتمكنت من اللجوء إلى الهند ومصر كبدائل عندما نفد ذلك. في النهاية، قررت الحكومة البقاء على الحياد عند إدراك أن الحرب مع الولايات المتحدة ستكون شديدة الخطورة، لأن هذا البلد يوفر الكثير من الإمدادات الغذائية لبريطانيا (خاصة القمح) ويمكن أن يغرق أسطولها البحري الكثير من الأسطول التجاري. نجح سفير الولايات المتحدة لدى بريطانيا تشارلز فرانسيس آدامز الأب في حل المشاكل الشائكة التي كان من الممكن أن تدفع القوتين إلى الحرب. ولكن بمجرد أن اتضح أن الولايات المتحدة لها اليد العليا في ساحة المعركة، تلاشت احتمالية نشوب حرب أنجلو أمريكية.
في فبراير 1867، تلقت الملكة نسخة من قانون أمريكا الشمالية البريطاني (المعروف أيضًا باسم قانون الدستور لعام 1867). بعد أسبوعين، استضافت مندوبين قادمين لمناقشة مسألة الكونفدرالية «تحت اسم كندا»، بمن فيهم رئيس الوزراء المستقبلي جون أ. ماكدونالد. في 29 مارس 1867، منحت الملكة صعودًا ملكيًا للقانون، والذي كان سيصبح ساريًا في 1 يوليو 1867، مما أتاح للمندوبين الوقت للعودة إلى ديارهم للاحتفال.
في الواقع، حافظت الملكة على علاقات قوية مع كندا. تم تسمية فيكتوريا في كولومبيا البريطانية ومقاطعة فيكتوريا في نوفا سكوتيا على اسمها، وريجينا في ساسكاتشوان على شرفها، وجزيرة الأمير إدوارد على والدها، وعيد ميلادها ألبرتا ابنتها، عيد فيكتوريا، هو يوم عطلة رسمية في كندا. بالإضافة إلى ذلك، شغلت ابنتها الأميرة لويز شاتلين من ريدو هول من 1878 إلى 1883 ابنها الدوق كونوت منصب الحاكم العام لكندا بين عامي 1911 و1916.
في عام 1871، بعد عام واحد فقط من تأسيس الجمهورية الفرنسية الثالثة، نمت المشاعر الجمهورية في بريطانيا. بعد أن تعافى الأمير إدوارد من مرض التيفود، قررت الملكة تقديم خدمة شكر عامة والظهور على شرفة قصر باكنغهام. كانت هذه بداية عودتها إلى الحياة العامة.
في عام 1878، كانت بريطانيا مفوضة في معاهدة برلين التي منحت اعتراف بحكم القانون لدول رومانيا وصربيا والجبل الأسود المستقلة.

### الفترة المتأخرة

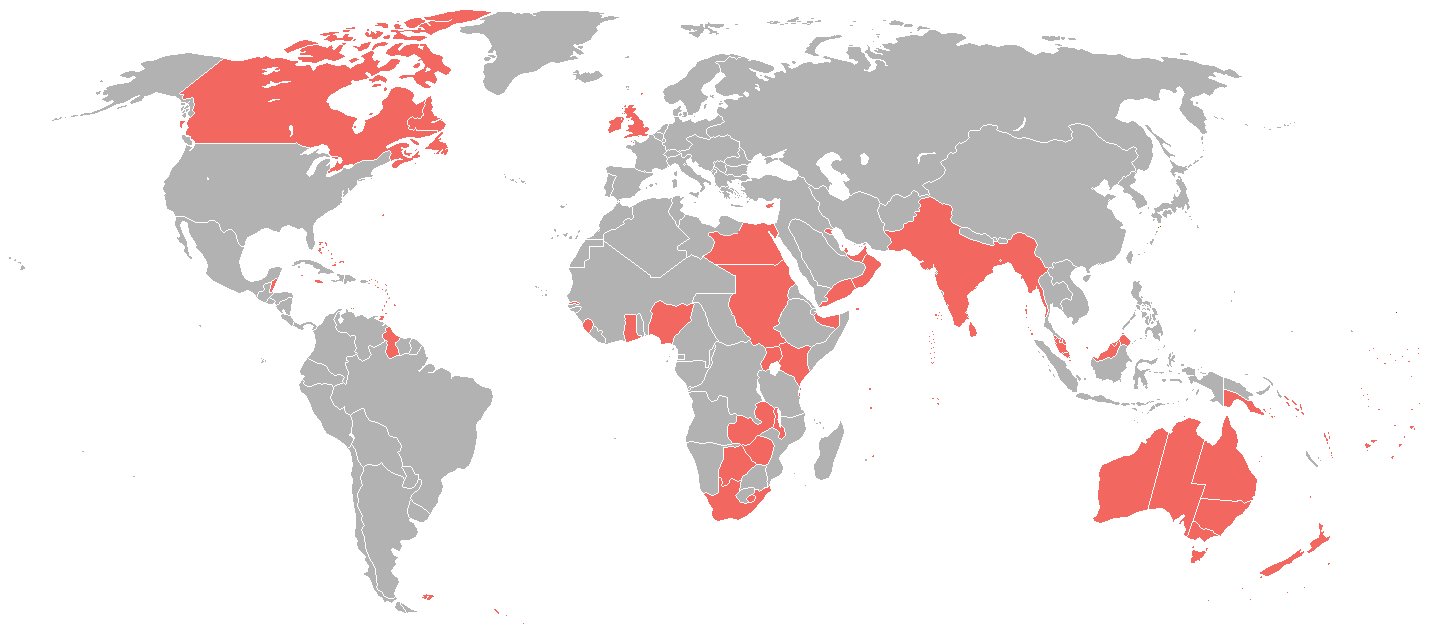
خريطة الإمبراطورية البريطانية عام 1898.

كان من بين القادة الرئيسيين المحافظين بنيامين دزرائيلي والمركيز الثالث من سالزبوري روبرت جاسكوين سيسيل، والليبراليين ويليام إيوارت جلادستون، وأرشيبالد بريمروز، وويليام هاركورت. أدخلوا إصلاحات مختلفة تهدف إلى تعزيز الاستقلال السياسي للمدن الصناعية الكبيرة وزيادة المشاركة البريطانية في المسرح الدولي. تم الاعتراف بالحركات العمالية ودمجها من أجل مكافحة التطرف. فضل كل من الملكة فيكتوريا والأمير ألبرت تحسينات لظروف العمال. وجدت الملكة فيكتوريا في دزرائيلي مستشارًا جديرًا بالثقة، وافقت على سياساته التي ساعدت في رفع مكانة بريطانيا إلى مرتبة القوة العظمى العالمية. في سنواتها اللاحقة، ارتفعت شعبيتها لتصبح رمزًا للإمبراطورية البريطانية. تضمنت السياسات الجديدة الرئيسية الحكم السريع للملوك، والإلغاء الكامل للعبودية في جزر الهند الغربية والممتلكات الأفريقية، وإنهاء نقل المدانين إلى أستراليا، وتخفيف القيود المفروضة على التجارة الاستعمارية، وإدخال حكومة مسؤولة.
قاد ديفيد ليفينغستون بعثات استكشافية شهيرة في وسط إفريقيا، مما جعل بريطانيا في وضع مناسب للتوسع الإيجابي لنظامها الاستعماري في التدافع على أفريقيا خلال ثمانينيات القرن التاسع عشر. كانت هناك العديد من الثورات والصراعات العنيفة في الإمبراطورية البريطانية، ولكن لم تكن هناك حروب مع الدول الكبرى الأخرى. تصاعدت التوترات في جنوب أفريقيا، خاصة مع اكتشاف الذهب. وكانت النتيجة حرب البوير الأولى في 1880-1881 وحرب البوير الثانية المريرة في 1899-1902. انتصر البريطانيون في النهاية، لكنهم فقدوا هيبتهم في الداخل والخارج.
بعد أسابيع من المرض، توفيت الملكة فيكتوريا في 22 يناير 1901. كان بجانب سريرها ابنها ووريثها إدوارد السابع وحفيدها القيصر فيلهلم الثاني. حصلت أستراليا على وضع السيادة في نفس العام. على الرغم من علاقاتهم الصعبة، لم يقطع إدوارد السابع العلاقات مع الملكة. مثلها، قام بتحديث الملكية البريطانية وضمن بقائها عندما انهارت العديد من العائلات الملكية الأوروبية نتيجة الحرب العالمية الأولى.

## التعداد السكاني في العهد الفيكتوري
العهد الفيكتوري شهد زيادة سكانية غير مسبوقة في بريطانيا. ارتفع العدد السكاني من 13.9 مليون في عام 1831 إلى 32.5 مليون في عام 1901 . السببان الرئيسيان لهذا الارتفاع كانا ارتفاع معدلات الخصوبة وانخفاض معدلات الوفيات.

## المجتمع والثقافة
لباس المرأة في عصر الفيكتوري الموروث من الماضي بقي لباسًا موروثًا حيث نساء الطبقات العليا كن ملزمات التمنطق بالبسة الأردية الطويلة الأذيال والاردان رغم تقدمهن في الكثير من مجالات الحياة. البسة النساء بقيت على ما كانت علية في العصر الجيوجورجي الموروث إذ كانت تستخدم (الكورسية) المشدود علي نحرها شدا قويا يمنعها من الانحاء للاتقاط ما يقع منها على الأرض وكانت ارداهن وكفوفهن مغطاة بكشاكيش كانها بالونات، واستمرت هذه الصورة حتى سبعينات القرن. وفي البسة السباحة كان لباس المرأة طويلا لا يظهر أي جزء من جسمها وكانت الفكرة الموروثة ان المرأة الشريفة لا تكشف اعضائها، حتي ممرضات ذاك العهد كن يرتدين الاردية التي تغطي ما تحت الركبة حتى مفصل الرجل. اما البسة الرجال فتبدلت فيه الـ (كرافاة) اربطة الرجال والقمصان والجاكيتات اما السراويل فلم تتبدل وكانت في نهاياتها فوق الحذاء تطوى بمقدار بوصة وبقيت هذه الحالة قائمة حتى وقت غير بعيد في العراق وكان الرجل يخشى ان يبدل سرواله المطوي باخر بلا طية ولم يحل في شكله النهائي الا بعد عناء. وكان الرجل يحافظ على لحية قصيرة.

### الإنجيليون والنفعيون والإصلاح
كانت السمة الأساسية لسياسة العصر الفيكتوري هي البحث عن الإصلاح والتحسين، بما في ذلك الشخصية الفردية والمجتمع. كانت ثلاث قوى جبارة فاعلةً. الأولى كانت الصعود السريع للطبقة الوسطى، والذي أدى إلى حد كبير إلى إزاحة السيطرة الكاملة التي مارستها الطبقة الأرستقراطية لفترة طويلة. كانت المحترمية هي رمزهم – يجب الوثوق برجل الأعمال ويجب أن يتجنب المقامرة المتهورة وشرب الخمر. ثانيًا، الإصلاح الروحي المرتبط ارتباطًا وثيقًا بالمسيحية الإنجيلية، بما في ذلك كل من الطوائف غير الممتثلة، مثل الميثوديين، وخاصة العنصر الإنجيلي أو الكنيسة الدنيى في الكنيسة القائمة في إنجلترا، والتي يمثلها اللورد شافتسبري (1801-1855). فرضت قيمًا أخلاقية جديدة على المجتمع مثل احترام يوم الأحد والمسؤولية والصدقة المنتشرة والانضباط في المنزل والاختبار الذاتي لأصغر العيوب واحتياجات التحسين. بدءًا من الحركة المناهضة للعبودية في تسعينيات القرن التاسع عشر، طور المبشرون الإنجيليون أساليبًا فعالة للغاية لتعزيز المشاعر الأخلاقية لدى جميع أفراد الأسرة والوصول إلى عامة الناس من خلال التحريض والدعاية المكثفة والمنظمة جدًا. وركزوا على إثارة النفور الشخصي من الشرور الاجتماعية وسوء السلوك الشخصي. أشار آسا بريغز إلى أنه «كان هناك أطروحات حول «الاقتصاد المحلي» في العصر الفيكتوري الأوسط في إنجلترا بقدر ما كانت هناك أطروحات حول الاقتصاد السياسي».  
أتى التأثير الثالث من فلاسفة المدرسة النفعية بقيادة جيرمي بنثام (1742-1832) وجيمس مل (1773-1836) وابنه جون ستيوارت مل (1806-1873). لم يكونوا أخلاقيين بل كانوا علميين. صاغت حركتهم، التي أطلق عليها غالبًا اسم «الراديكالية الفلسفية»، صيغة لتعزيز هدف «التقدم» باستخدام العقلانية العلمية والكفاءة العملية لتحديد وقياس واكتشاف حلول للمشاكل الاجتماعية. كانت الصيغة عبارة عن تحقيق وتشريع وتنفيذ وتفتيش وتقرير. في الشؤون العامة، كان مناصرهم الرئيسي هو إدوين تشادويك (1800-1890). شارك الإنجيليون والنفعيون في أخلاقيات المسؤولية الأساسية للطبقة الوسطى وشكلوا تحالفًا سياسيًا. وكانت النتيجة قوة إصلاح لا تقاوم.
ركزت الإصلاحات الاجتماعية على إنهاء العبودية وإزالة الأعباء الشبيهة بالرق عن النساء والأطفال وإصلاح الشرطة لمنع الجريمة بدلًا من التأكيد على العقوبة القاسية للغاية للمجرمين. كانت الإصلاحات السياسية أكثر أهمية، لا سيما رفع الإعاقات عن غير الممتثلين والروم الكاثوليك، وقبل كل شيء، إصلاح البرلمان والانتخابات لإدخال الديمقراطية واستبدال النظام القديم الذي سيطر من خلاله كبار الأرستقراطيين على عشرات المقاعد في البرلمان.

### الدين
كان الدين ساحة معركة خلال هذه الحقبة إذ كافح غير الممتثلون بمرارة ضد الوضع الراسخ لكنيسة إنجلترا خاصة في ما يتعلق بالتعليم والوصول إلى الجامعات والمناصب العامة.

### النهضة الأدبية
أتاحت التطورات الصناعية والعلمية والتقنية سرعة انتشار الثقافة والكتاب والصحيفة والقصص الشعبية، وخاصة الصحف التي انتشرت في كل مكان، ووفرت المعلومات للرأي العام، وقامت الأكشاك في الساحات العامة ببيع هذه الصحف، حيث بيعت العديد من المطبوعات بأسعار زهيدة وهبطت تبعا لذلك نسبة الأمية في بريطانيا وفرنسا وأمريكا.
وصدر في العام 1902 (عقب وفاة الملكة فيكتوريا بحوالي العام) قانون التربية وهو يقتضي بأن تقوم الجمعيات التمثيلية بتأمين نفقات التعليم دون إلغاء المعاهد الخاصة، وتسهيل الانتقال من المدارس الابتدائية إلى المدارس الثانوية، وارتسمت حركة جديدة استهدفت تجديد الأساليب التربوية، وسيكولوجية الطفل وفوائد التعلم مع كل عمر وفئة وبهذا نادى جون ديوي وكرشنستايز .
وظهرت حركة الكشافة ومؤسسها أحد ضباط الجيش البريطاني بادن بأول لإنماء روح النشاط لدى الفتيان عن طريق اللعب والانضباط بحرية، وأصبحت الكشافة مجتمع فتيان يخضعون لقانون أدبي، وربطت سلامة الجسم بسلامة العقل ووفرت الرياضة الراحة والصحة للعمال ورجال الفكر.
انتشرت الرمزية كذلك في الشعر والنثر ، وانتقلت منه إلى المسرح، كما تم نقل العديد من الانتاجات الأدبية إلى المسرح من خلال أوسكار وايلد وبرنارد شو، وتوفر للمسرح تقنيات جديدة من خلال الإضاءة وجودة الأداء.
كما ظهر المسرح المدرسي والرقص الكلاسيكي والحرّ.
أدت شعبية القصائد إلى تسليط الضوء على القضايا الاجتماعية والسياسية الهامة في ذلك الوقت، مع تعزيز قضايا النسوية أيضًا - مما عزز مكانة الامرأة كشاعرة ناجحة ومعروفة في عالم يهيمن عليه الذكور. استخدم ديكنز الفكاهة ونبرة ودودة أثناء معالجة المشاكل الاجتماعية. استخدم هاردي رواياته للتشكيك في الدين والبنى الاجتماعية.

#### روايات الأدب الفيكتوري
تشارلز ديكنز هو أشهر روائي في العصر الفيكتوري. مع استخدامه التوصيف القوي في كتاباته، أصبح ديكنز مشهورًا بشكل غير عادي في عصره ولا يزال أحد أكثر المؤلفين شهرة وقراءة في العالم. حققت روايته الأولى، مذكرات بيكويك (1836-1837)، التي كتبها عندما كان في الخامسة والعشرين، نجاحًا بين عشية وضحاها، وبيعت جميع أعماله اللاحقة بشكل جيد للغاية. الكوميديا في روايته الأولى لها ميزة ساخرة وهذا يعم كتاباته. عمل ديكنز بجد وبكثافة لإنتاج الكتابات المسلية التي يريدها الجمهور، ولكن أيضًا لتقديم تعليقات على المشكلات الاجتماعية ومحنة الفقراء والمضطهدين.
كان وليم ثاكري المنافس العظيم لديكنز في النصف الأول من عهد الملكة فيكتوريا. بأسلوب مشابه ولكن بنظرة ساخرة لاذعة وشائكة إلى حد ما عن شخصياته، كان يميل أيضًا إلى تصوير مجتمع من الطبقة الوسطى أكثر مما فعل ديكنز.
أنتج كل من آن وشارلوت وإيميلي برونتي أعمالًا بارزة في تلك الفترة، على الرغم من عدم تقدير النقاد الفيكتوريين لهذه الأعمال على الفور. في وقت لاحق من هذه الفترة، نشرت جورج إليوت عدة روايات تحت اسم مذكر مستعار. ومن الروائيين البارزين الآخرين في العصر الفيكتوري إليزابيث غاسكل (1810-1865) وأنتوني ترولوب (1815-1882) وجورج ميريديث (1828-1909).

#### الشعر في الأدب الفيكتوري
كان روبرت براوننج (1812-1889) وألفريد تينيسون (1809-1892) من الشعراء البارزين في عصر فيكتوريا. كتب توماس هاردي الشعر طوال حياته، لكنه لم ينشر مجموعة شعر حتى عام 1898. جيرارد مانلي هوبكنز (1844-1889)، الذي نُشر شعره بعد وفاته عام 1918. يُعتبر ألغيرنون تشارلز سوينبورن (1837–1909) أيضًا شخصية أدبية مهمة في تلك الفترة، لا سيما أشعاره وكتاباته النقدية. تم نشر الشعر المبكر لـ ويليام بتلر ييتس أيضًا في عهد فيكتوريا. فيما يتعلق بالمسرح، لم يتم إنتاج أي أعمال مهمة حتى العقود الأخيرة من القرن التاسع عشر. بدأ ذلك من خلال مسرحيات جيلبرت وسوليفان الكوميدية، منذ سبعينيات القرن التاسع عشر، ومسرحيات مختلفة لجورج برنارد شو (1856-1950) في تسعينيات القرن التاسع عشر، وأوسكار وايلد.
أقامت إليزابيث باريت براونينغ وروبرت براونينغ علاقة حب بينهما من خلال الشعر وأنتجا العديد من القصائد الرقيقة والعاطفية. كتب كل من ماثيو أرنولد وجيرارد مانلي هوبكنز قصائد تقع ما بين ابتهاج طبيعة الشعر الرومانسي والشعر الجورجي في أوائل القرن العشرين. ومع ذلك، لم يُنشر شعر هوبكنز حتى عام 1918. وتتوقع أعمال أرنولد بعض موضوعات هؤلاء الشعراء اللاحقين، بينما استوحى هوبكنز الإلهام من أشكال شعرية من الشعر الإنجليزي القديم مثل بيوولف.
كانت استعادة الماضي جزءًا رئيسيًا من الأدب الفيكتوري مع الاهتمام بكل من الأدب الكلاسيكي وكذلك الأدب الإنجليزي في العصور الوسطى. أحب الفيكتوريون القصص البطولية الفخمة للفرسان القدامى وكانوا يأملون في استعادة بعض من هذا السلوك النبيل والمحكم وإثارة إعجاب الناس في الداخل وفي الإمبراطورية الأوسع. أفضل مثال على ذلك هو قصص الملك ألفريد تينيسون، التي مزجت قصص الملك آرثر، ولا سيما تلك التي كتبها توماس مالوري، والتي كانت ممزوجة بالمخاوف والأفكار المعاصرة. اعتمدت رابطة ما قبل الرفائيلية أيضًا على الأساطير والفولكلور في فنهم، حيث كان دانتي جابرييل روزيتي الشاعر الرئيسي بينهم، على الرغم من أن الباحثين في الوقت الحالي يعتبرون أخته كريستينا روسيتي شاعرة أكثر قوة.

## التركيبة السكانية

### التحول الديموغرافي
كانت بريطانيا رائدة في النمو الاقتصادي والسكاني السريع. في ذلك الوقت ، اعتقد توماس مالتوس أن هذا النقص في النمو خارج بريطانيا يرجع إلى القدرة الاستيعابية لبيئاتهم المحلية. أي ميل السكان إلى التوسع هندسيًا بينما تنمو الموارد بشكل أبطأ ، وصولًا إلى أزمة (مثل المجاعة أو الحرب أو الوباء) والتي من شأنها تقليل عدد السكان إلى حجم أكثر استدامة. نجت بريطانيا العظمى من «الفخ المالتوسي» لأن الإنجازات العلمية والتكنولوجية للثورة الصناعية أدت إلى تحسين مستويات المعيشة بشكل كبير ، وخفض معدل الوفيات وزيادة طول العمر.
كان العصر الفيكتوري فترة نمو سكاني غير مسبوق في بريطانيا. ارتفع عدد السكان من 13.9 مليون في عام 1831 إلى 32.5 مليون في عام 1901. وكان هناك عاملان رئيسيان يساهمان في معدلات الخصوبة ومعدلات الوفيات. وكانت بريطانيا أول دولة تخضع ل التحول الديمغرافي والزراعي والثورات الصناعية .
جادل الخبير الاقتصادي جاري بيكر بأن انخفاض الخصوبة يرجع في البداية إلى التحضر وانخفاض معدلات وفيات الرضع ، مما قلل من الفوائد وزاد من تكاليف تربية الأطفال. بعبارة أخرى ، أصبح من المنطقي اقتصاديًا الاستثمار أكثر في عدد أقل من الأطفال. يُعرف هذا باسم التحول الديموغرافي الأول. استمر هذا الاتجاه حتى حوالي عام 1950. (حدث التحول الديموغرافي الثاني بسبب التحولات الثقافية الكبيرة في الستينيات ، مما أدى إلى انخفاض الرغبة في الأطفال.).

## معدلات الخصوبة ومعدلات الوفيات
يحدث التحول الديموغرافي عندما يتحول السكان من معدل وفيات الأطفال المرتفع ومعدلات الخصوبة المرتفعة إلى معدل منخفض في كليهما. أكملت الدول الغربية هذا التحول بحلول أوائل القرن العشرين. لقد حدث على مرحلتين في البداية ، انخفضت معدلات وفيات الأطفال بشكل كبير بسبب تحسن الرعاية الصحية والصرف الصحي والتغذية الأفضل ، ومع ذلك ظلت معدلات الخصوبة مرتفعة ، مما أدى إلى طفرة سكانية. تدريجيًا ، انخفضت معدلات الخصوبة حيث أصبح الناس أكثر ثراءً وأصبح لديهم وصول أفضل إلى وسائل منع الحمل. بحلول عام 1900، كان معدل وفيات الرضع في إنجلترا 10٪ ، انخفاضًا من حوالي النصف في العصور الوسطى.لم يكن هناك وباء أو مجاعة كارثية في إنجلترا أو اسكتلندا في القرن التاسع عشر - لقد كان القرن الأول الذي لم يحدث فيه وباء كبير في جميع أنحاء البلاد ، وانخفضت الوفيات لكل 1000 من السكان سنويًا في إنجلترا وويلز من 21.9 من 1848 إلى 1854 إلى 17 في 1901 (راجع ، على سبيل المثال ، 5.4 في 1971). كان للطبقة الاجتماعية تأثير كبير على معدلات الوفيات: كان لدى الطبقات العليا معدل أقل للوفاة المبكرة في أوائل القرن التاسع عشر مقارنة بالطبقات الفقيرة.
في العصر الفيكتوري ، زادت معدلات الخصوبة في كل عقد حتى عام 1901، عندما بدأت المعدلات في المساء.كان هنالك عدة أسباب لهذا. أحدهما بيولوجي: بتحسين مستويات المعيشة ، أصبحت نسبة أعلى من النساء قادرات بيولوجيًا على إنجاب الأطفال. تفسير آخر محتمل هو اجتماعي. في القرن التاسع عشر ، ارتفع معدل الزواج ، وكان الناس يتزوجون في سن مبكرة جدًا حتى نهاية القرن ، عندما بدأ متوسط سن الزواج يرتفع مرة أخرى ببطء. الأسباب التي تجعل الناس يتزوجون في سن أصغر وفي كثير من الأحيان غير مؤكدة. إحدى النظريات هي أن الازدهار الأكبر سمح للناس بتمويل الزواج والأسرة الجديدة في وقت أبكر مما كان ممكنًا في السابق. مع زيادة الولادات داخل الزواج ، يبدو أنه لا مفر من ارتفاع معدلات الزواج ومعدلات المواليد معًا.
تم قياس معدلات المواليد في الأصل من خلال «معدل المواليد الخام» - المواليد في السنة مقسومًا على إجمالي السكان. هذا في الواقع مقياس خام ، حيث إن المجموعات الرئيسية ومعدلات الخصوبة لديهم غير واضحة. من المحتمل أن تتأثر بشكل رئيسي بالتغيرات في التوزيع العمري للسكان. ثم تم إدخال معدل التكاثر الصافي كمقياس بديل: فهو يقيس متوسط معدل الخصوبة للنساء في سن الإنجاب.
كما حدثت معدلات الولادة المرتفعة بسبب نقص وسائل منع الحمل . بشكل رئيسي لأن النساء يفتقرن إلى المعرفة بأساليب تحديد النسل وكان يُنظر إلى هذه الممارسة على أنها غير محترمة. كانت الأمسية التي خرجت فيها معدلات الخصوبة في بداية القرن العشرين نتيجة لبعض التغييرات الكبيرة: توافر أشكال منع الحمل ، والتغيرات في موقف الناس تجاه الجنس.
في الأيام الخوالي ، كان لدى الناس عادةً أكبر عدد ممكن من الأطفال يمكنهم تحمله من أجل ضمان بقاء عدد قليل منهم على الأقل حتى سن الرشد وإنجاب أطفال بسبب ارتفاع معدلات وفيات الأطفال. علاوة على ذلك ، كان الفقراء هم من كان لديهم حافز للحد من خصوبتهم بينما كان الأغنياء يفتقرون إلى مثل هذه الحاجة بسبب زيادة الثروة وانخفاض معدلات وفيات الأطفال. تغير هذا بسبب الثورة الصناعية. تحسنت مستويات المعيشة وانخفضت معدلات الوفيات. لم يعد الناس بحاجة إلى إنجاب أكبر عدد ممكن من الأطفال لضمان انتشار جيناتهم. ضعف الارتباط بين الفقر ووفيات الأطفال. بالإضافة إلى ذلك ، تحسّن الموقف المجتمعي من وسائل منع الحمل ، مما أدى إلى ارتباط سلبي بين الذكاء والخصوبة.كما وجد أن العوامل المرتبطة بالذكاء العام ، مثل الحالة الاجتماعية والاقتصادية والتحصيل العلمي ، مرتبطة سلبًا بالخصوبة بدءًا من القرن التاسع عشر.
ارتفعت المعايير البيئية والصحية طوال العصر الفيكتوري. ربما لعبت التحسينات في التغذية دورًا أيضًا ، على الرغم من أن أهميتها لا تزال موضع نقاش.

## الزواج وانشاء الأسرة
رسمة من جورج وليام جوي تدعى بايزواتر أومنيبوس، من تاريخ 1895 , تصف اللوحة الحياة الاجتماعية للطبقة الوسطى في اوخر الحقبة الفكتورية.  
نمط داجيري لزوجين من العصر الفيكتوري ، في أربعينيات أو خمسينيات القرن التاسع عشر
كانت مركزية الأسرة الميزة المسيطرة لجميع الطبقات. اكتشف القلقون مرارًا وتكرارًا تهديدات يجب التعامل معها: الزوجات العاملات ، والأجور الزائدة للشباب ، وظروف المصانع القاسية ، وسوء الإسكان ، وسوء الصرف الصحي ، والإفراط في الشرب ، والانحطاط الديني. تبدد الفجور الذي كان يميز الطبقة العليا في أواخر القرن الثامن عشر وأوائل القرن التاسع عشر. أصبح المنزل ملجأ من العالم القاسي. قامت زوجات الطبقة الوسطى بحماية أزواجهن من ملل الشؤون المنزلية. تقلص عدد الأطفال ، مما سمح بإيلاء المزيد من الاهتمام لكل طفل. كانت العائلات الممتدة أقل شيوعًا ، حيث أصبحت الأسرة النواة هي المثالية والحقيقة .
كان معيار الطبقة الوسطى الناشئ للنساء هو مجالات منفصلة ، حيث تتجنب النساء المجال العام - مجال السياسة والعمل بأجر والتجارة والخطابة العامة. بدلا من ذلك، يجب أن يهيمنوا على مجال الحياة المنزلية ، وأن يركزوا على رعاية الأسرة ، والزوج ، والأطفال ، والأسرة ، والدين ، والسلوك الأخلاقي. كان التدين في المجال الأنثوي ، وقدمت الكنائس غير الملتزمة أدوارًا جديدة دخلت إليها النساء بفارغ الصبر. قاموا بالتدريس في مدارس الأحد ، وزاروا الفقراء والمرضى ، ووزعوا المساحات ، وشاركوا في جمع التبرعات ، ودعموا المبشرين ، وقادوا اجتماعات الفصل الميثودية ، وصلوا مع نساء أخريات ، وسُمح لعدد قليل منهم بالتبشير إلى جماهير مختلطة.
تمثل القصيدة الطويلة التي كتبها كوفنتري باتمور (1823-1896) بعنوان «الملاك في المنزل» عام 1854، المرأة الفيكتورية المثالية النقية من الناحية الملائكية والمكرسة لعائلتها ومنزلها. لم تكن القصيدة اختراعًا خالصًا ولكنها عكست القيم الاقتصادية والاجتماعية والثقافية والدينية والأخلاقية القانونية الناشئة للطبقة الوسطى الفيكتورية. من الناحية القانونية ، كانت حقوق النساء محدودة في أجسادهن ، وممتلكات الأسرة ، أو أطفالهن . كانت الشخصيات المتعرف عليها هي الابنة، الزوجة، الأم والأرملة. كان النمو العاجل والازدهار يعنيان أنه يتعين على عدد أقل من النساء العثور على عمل مدفوع الأجر ، وحتى عندما يمتلك الزوج متجرًا أو مشروعًا صغيرًا ، كانت مشاركة الزوجة أقل ضرورة . في غضون ذلك ، نما مجال المنزل بشكل كبير ؛ تنفق النساء المال ويقررن الأثاث ، والملابس ، والطعام ، والتعليم ، والمظهر الخارجي الذي ستصنعه الأسرة. تم نسخ نموذج باتمور على نطاق واسع - بواسطة تشارلز ديكنز ، على سبيل المثال. اقترح النقاد الأدبيون في ذلك الوقت أن الصفات الأنثوية الفائقة المتمثلة في الرقة والحساسية والتعاطف والملاحظة الحادة أعطت الروائيات نظرة ثاقبة للقصص المتعلقة بالأسرة والحب في المنزل. جعل هذا عملهن جذابًا للغاية بالنسبة لنساء الطبقة الوسطى اللاتي اشترين الروايات والنسخ المتسلسلة التي ظهرت في العديد من المجلات. ومع ذلك ، دعا عدد قليل من النسويات الأوائل إلى تطلعات خارج المنزل. بحلول نهاية القرن ، كانت «المرأة الجديدة» تركب دراجة وترتدي البنطلونات وتوقع العرائض وتدعم أنشطة البعثة في جميع أنحاء العالم وتتحدث عن التصويت.
في بريطانيا العظمى ، وأماكن أخرى في أوروبا ، وفي الولايات المتحدة ، ازدادت شعبية فكرة أن الزواج يجب أن يقوم على الحب الرومانسي والرفقة بدلاً من الراحة أو المال أو الاعتبارات الإستراتيجية الأخرى خلال الفترة الفيكتورية. جعلت تكنولوجيا الورق والطباعة الأرخص من السهل على البشر جذب زملائهم بهذه الطريقة ، ومن هنا جاءت ولادة بطاقة عيد الحب.

## العصر الفيكتوري
بدأ تاريخ المملكة المتحدة في عهد الملكة فكتوريا منذ 20 يونيو عام 1837 حتى وفاتها في 22 يناير عام 1901 . وقد مر هذا العصر بالفترة الجورجية سبقتها الحقبة الادواردية والتي جمعت لاحقا بالنصف الأول من عصر بيل ايبوكيه (الحقبة الجميلة) في قارة أوروبا
إنجلترا. من الناحية الأيديولوجية شهد العصر الفيكتوري مقاومة للعقلانية التي ميزت الحقبة الجورجية مما أدى إلى ميول تجاه الفترة الرومانسية حتى التصوف في الدين ، القيم الاجتماعية والفن . رأت هذه الحقبة العديد من الاختراعات التقنية التي كانت مفتاح للازدهار والقوة في بريطانيا. بدأ الأطباء بالابتعاد عن التقاليد والتصوف واللجوء إلى طرق علمية. تطور الطب وذلك بفضل تبني نظرية المرض الجرثومي وريادة البحث في علم الأوبئة.
داخليا الأجندة السياسية أكثر ليبرالية مع العديد من التغيرات في اتجاه سياسي تدريجي والإصلاح الاجتماعي محسن والتوسع في الامتياز ويوجد هناك تغييرات ديموغرافية لم يسبق لها مثيل. مضاعفة التعداد السكاني لكل من إنجلترا وويلز من 16.8 مليون نسمة في عام 1851 حتى 30.5 مليون نسمة في عام 1901، وعدد السكان في سكوتلاندا ازداد بسرعة من 2.8 مليون في عام 1841 إلى 4.4 مليون في عام 1901، ومع ذلك التعداد السكاني لأيرلندا نقص بشدة من 8.2 مليون نسمة في عام 1841 حتى ما لا يقل عن 4.5 مليون نسمة في عام 1901، أغلبية حدوثه بسبب الهجرة والمجاعة الكبرى ما بين عام 1837 وعام 1901 ما يقارب 15 مليون من المهاجرين من المملكة المتحدة وفي الأغلب إلى الولايات المتحدة الأمريكية وكذلك إمبراطورية كندا ، جنوب أفريقيا ، نيوزيلندا واستراليا والفضل يعود إلى الإصلاحات التعليمية أبتعد السكان البريطانيون من محو الامية بعد في آخر العصر بل واصبحوا متعلمين بشكل متقن وأيضا سوق القراءة بجميع أنواعها في ازدهار.
علاقات بريطانيا ب القِوَى العظمى الأخرى أدت إلى العداوة مع روسيا، ويتضمن ذلك حرب القرم واللعبة العظمى. تم الحفاظ على باكس بريطانيا للتجارة من قبل البحرية والصناعية في البلاد شرعت بريطانيا في التوسع الإمبريالي العالمي ، لا سيما في آسيا
السياسي لأكثر المستعمرات تقدمًا في أستراليا وكندا ونيوزيلندا. بعيدا عن حرب القرم ، لم تتدخل بريطانيا في أي اشتباكات مسلحة مع أي من القوى العظمى.
يوجد حزبان مهمين هما اليمينيين والليبراليين والمحافظين في نهايتها حزب العمال خلال بقية هذا العصر قد كون كيان سياسي متميز. هذه الفرق تم رئاستها من قبل رجال الدولة البارزين مثل لورد ملبورن ، السيد روبرت بيل ، لورد ديربي ، لورد بالميرستون ، بنيامين ديسرايلي ، ويليوم جلادستون واللورد سالسبوري. وما يتعلق من مشاكل غير محلولة تخص حقبة الحكم الارلندية والتي لعبت دور رئيسي في السياسة في أواخر العصر الفيكتوري وبالتحديد في إصرار وعزيمة جلادستون للحصول على مستعمرة سياسية في إيرلندا

### الفترات والمصطلحات:
يتضمن المعنى الدقيق للعصر الفيكتوري  منذ عهد الملكة فيكتوريا وحكمها على المملكة المتحدة لبريطانيا العظمى وايرلندا منذ توليها العرش في 20 يونيو عام 1837..... بعد وفاة عمها الملك وليام الرابع – حتى وفاتها في 22 يناير عام 1901 وخلفها ابنها الأكبر إدوارد السابع . وصمد عهدها مدة تصل إلى 63 سنة وسبع أشهر أطول من اسلافها. وكان المصطلح «الفيكتوري»  يستعمل لمعاصرة هذا العصر . وتم أيضًا  فهم  هذا العصر بنطاق أوسع على أنه فترة تمتلك حساسيات وخصائص متميزة عن الفترات المجاورة لها.

## التاريخ السياسي والدبلوماسي
في بداية عام 1832، بعد الكثير من التحريض السياسي تم إعادة تمرير قانون الإصلاح والذي نجح في المحاولة الثالثة . فقد ألغى القانون العديد من المناصب وقام بإتاحة مناصب أخرى لاستبدالها . وأيضا توسيع الفروع في إنجلترا وويلز (كما أنه تم تمرير قانون الإصلاح  الأيرلندي بشكل منفصل عنهم) كما تبعت لها إصلاحات طفيفة في عام 1835 وعام 1836 في 20 يونيو من عام 1837. والذي توجت به فكتوريا لتصبح ملكة المملكة المتحدة بعد وفاة عمها الملك ويليام الرابع بعد أسابيع قليلة من بلوغها سن الثامنة عشرة . فكانت حكومتها تحت قيادة رئيس الوزراء اليميني اللورد ملبورن .والذي كان مقربا لفكتوريا ولكن في غضون عامين تحتم عليه الإستقالة من منصبه وقد حاول السيد روبرت بيل تكوين وزارة جديدة وقال بيل أنه على استعداد بأن يكون رئيس الوزراء بشرط استبدال الملكة لسيادتها اليمينيون بأخريات من حزب المحافظين  . ورفضت الملكة فكتوريا وإعادة تعيين اللورد ملبورن الذي انتَقد باعتباره غير دستوري. وأرسلت بريطانيا اللورد دورهام لحل هذه المشكلة وتم أنشاء تقريره لعام 1839 الطريق أمام «الحكومة المسؤولة»(التي تحكم ذاتها). وفي نفس العام تم الإستيلاء على صادرات الأفيون البريطاني من قبل الصين والتي أدت لاندلاع حرب الأفيون الأولى ضد العائلة الحاكمة (تشينغ) والتي بدأ فيها  الدفاع البريطاني عن الهند في حرب الأنغلو-أفغانية الأولى
وهي أول الصراعات العظمى بين بريطانيا وروسيا. وفي جنوب أفريقيا قام الهولنديون البوير برحلتهم الكبرى لتأسيس ناتال وترانسفال ودولة أورانج الحرة بعد انتصارهم على الزولو في هذه العملية عام 1938-1835. وقد انضمت ناتال لبريطانيا في عام 1843 .ولكنها اعترفت باستقلال ترانسفال  في في عام 1852 في ولاية أورانج الحرة في عام 1854.
الملكة فيكتوريا وزوجها الأمير ألبرت وخمسة من أطفالهما عام 1846، لوحة لفرانز زافير وينتر هالتر.
في عام 1840، تزوجت الملكة فيكتوريا من ابن عمها الألماني الأمير ألبرت أمير ساكس-كوبرج-سالفيلد. لقد ثبت أنه زواج عاطفي ، حيث كان يتم السعي عن أطفالهم كثيرًا من قبل العائلات المالكة في جميع أنحاء أوروبا.
في الواقع كانت الملكة دبلوماسية ماهرة وعلى اتم الاستعداد لترتيب مثل هذه الزيجات .في الواقع أصبحت جدة أوروبا بفضل أطفالها التسع التي انجبتهم مع الأمير ألبرت خلال الستة عشر عاما.بالرغم من إصابتها بأكتئاب مابعد الولادة وكرهها للولادة. لسوء الحظ، كانت تحمل جينات الناعور والذي أثر على عشرة من أحفادها الذكور بما فيهم الوريث الظاهر للقيصر نيكولاس الثاني. تم إنشاء مقاطعات جديدة في أستراليا  مع فيكتوريا في عام 1835 وجنوب أستراليا في عام 1842. تحول التركيز من نقل المجرمين إلى الهجرة الطوعية. أصبحت نيوزيلندا مستعمرة بريطانية في عام 1839 ؛ في عام 1840 تنازل زعماء الماوري عن السيادة بريطانيا بموجب معاهدة وايتانجي. في عام 1841 أصبحت نيوزيلندا مستعمرة ذاتية الحكم. التوقيع على معاهدة نانكنج في عام 1842 أنهت حرب الأفيون الأولى ومنحت بريطانيا السيطرة على جزيرة هونج كونج. ومع ذلك ، أدى الانسحاب الكارثي من كابول في نفس العام إلى إبادة طوابير من الجيش البريطاني في أفغانستان. في عام 1845 بدأت المجاعة الكبرى في التسبب في مجاعات هائلة والأمراض والموت في أيرلندا مما أدى إلى الهجرة واسعة النطاق. للسماح بتوفر العديد من أنواع الطعام الرخيص إلى إيرلندا. وكان الهدف هو التأكد من عدم استفادة روسيا من تدهور الأوضاع الأمبراطورية العثمانية اعتبار استراتيجي يعرف باسم السؤال الشرقي. كان الصراع بمثابة خرق نادر في السلام البريطاني ، فترة السلام النسبي (1815-1914) التي كانت قائمة بين القوى العظمى في ذلك الوقت وخاصة في تفاعل بريطانيا معهم. عند إبرامها في عام 1856 مع معاهدة باريس ، مُنعت روسيا من استضافة وجود عسكري في شبه جزيرة القرم.
بالمعنى الأدق للكلمة، يغطي العصر الفيكتوري فترة حكم فيكتوريا كملكة للمملكة المتحدة لبريطانيا العظمى وآيرلندا، منذ توليها العرش في 20 يونيو 1837 – بعد وفاة عمها ويليام الرابع – حتى وفاتها في 22 يناير 1901، إذ خلفها بعد ذلك ابنها الأكبر إدوارد السابع. استمر حكمها لـ 63 عامًا وسبعة أشهر، وهي فترة أطول من أي فترة لأسلافها. كان مصطلح «فيكتوري» قيد الاستخدام المعاصر لوصف تلك الحقبة. فُهم هذا العصر أيضًا بمعنى أكثر شمولًا على أنه فترة امتلكت وعيًا وخصائص مميزة عن الفترات القريبة منها، وفي هذه الحالة تؤرَّخ أحيانًا على أنها تبدأ قبل تولي فيكتوريا العرش عادةً من تمرير أو مناقشة (خلال ثلاثينيات القرن التاسع عشر) قانون الإصلاح 1832 الذي أدخل تغييرًا واسع النطاق على النظام الانتخابي في إنجلترا وويلز. خلقت التعريفات التي تدل على وعي أو سياسة مميزة للعصر شكوكًا أيضًا حول أهلية التسمية «الفيكتوري»، على الرغم من وجود دفاعاتٍ عنها أيضًا.
أصرّ مايكل سدلاير على أن «العصر الفيكتوري، في الحقيقة، ثلاث فترات وليس فترة واحدة». ميّز سادلاير بين الفيكتورية الباكرة – الفترة غير المستقرة سياسيًا واجتماعيًا منذ عام 1837 حتى عام 1850 - والفيكتورية المتأخرة (منذ عام 1880 فصاعدًا) مع موجتي الجمالية والنزعة الإمبراطورية الجديدتين الخاصتين بها، وبين ذروة العصر الفيكتوري: الفيكتورية الوسطى منذ عام 1851 حتى عام 1879. ورأى أن الفترة الأخيرة اتسمت بمزيج مميز من الازدهار والتحشم المحلي والرضى عن النفس، ما سماه جورج تريفيليان بشكل مماثل «عقود الفكتورية الوسطى ذات السياسة الهادئة والازدهار المدوي».

### المبكر
في أكتوبر من نفس العام في حرب الأفيون الثانية لقد تغلبت بريطانيا على أسرة تشينغ الصينية في الصين مع العديد من القوى الكبرى واتخذت بريطانيا خطوات للحصول على حقوق تجارية وقانونية خاصة في عدد محدود من موانئ المعاهدة.
وكان ذلك في فترة حرب القرم قدمت الملكة صليب فيكتوريا كمنحة على أساس الشجاعة والجدارة مهما كانت الرتبة أعطيت الاصلبة الأولى ل 62 من الرجال في حفل أقيم في حديقة هايد في عام 1857 في المرة الأولى تم تزيين الضباط والرجال معًا.
خلال عامين 1857 و 1858 حدثت انتفاضة من جنود السبويه ضد الشركة الشرقية الهندية وتم قمعها حدثت احداث ادت إلى انتهاء فترة حكم الشركة في الهند وتحويل الحكم إلى حكم مباشر من الحكومة البريطانية لم تتغير الولايات الأميرية وظلت تحت التوجيه البريطاني. وتم فرض اللغة الإنجليزية كوسيلة للتعليم .

### الوسطى
في عام 1861 توفى الأمير ألبرت والملكة فكتوريا تخلت عن الحياة الاجتماعية لمدة عشر سنوات. بينما كان مجلس الوزراء يميل نحو الاعتراف بالكونفدرالية خلال الحرب الأهلية الأمريكية ، فكان هناك اختلاف في الرأي العام. كان مخططو السياسة الخارجية الكونفدرالية يأملون في أن تزدهر قيمة صادراتهم المحمله القطن والتي ستشجع القوى الأوروبية على التدخل لصالحهم . ولكن حدث ما لم يكن بالحسبان وكان الموقف البريطاني أكثر حسما حيث لم يتأثر الاقتصاد البريطاني بانقطاع القطن كما كان يتوقع الكونفدراليين. أتيحت امدادات كبيرة لدى بريطانيا العظمى عندما نشبت الحرب الأهلية الأمريكية وتمكنت من اللجوء إلى الهند ومصر كبدائل عن نفاذها . وفي النهاية قررت الحكومة بأن تبقى طبيعية رغم إدراكها بأن الحرب مع الولايات المتحدة الأمريكية ستكون أشد خطرا ولذلك امددت الدولة الكثير من الغذاء (خصوصا القمح) للبريطانيين والتي يمكن أن تؤدي إلى إغراق الكثير من الأسطول التجاري. سفير الولايات المتحدة الأمريكية في بريطانيا السيد تشارلز فرانسيس آدامز قد نجح في حل مشاكل صعبة والتي كان من الممكن أن تؤدي إلى انجراف قوتين إلى الحرب. ولكن عندما اتضح أن الولايات المتحدة الأمريكية لها الأفضلية في ميدان المعركة فإن احتمالية حدوث الحرب الأنجلو أمريكية قد زالت.
لوحة آباء الاتحاد الكندي لروبرت هاريس عام 1885 .
في مقدمة مذكرات الملكة فكرت في إمكانية الأتحاد مع مستعمراتها في أمريكا الشمالية في وقت ابكر من فبراير 1865 وكتبت «... يجب أن نكافح من اجل المملكة والافضل تركها كمملكة مستقلة تحت رعاية أمير إنجليزي !» الملكة فيكتوريا. وذكرت الملكة أيضا كيف كان زوجها المتوفى الأمير البيرت يطمح في أحد الايام لرؤية ابنائه يحكمون المستعمرات البريطانية.  في فبراير عام 1867 تلقت الملكة نسخة من قانون أمريكا الشمالية البريطانية (والمعروف كذلك باسم قانون الدستور لعام (1867). وبعد اسبوعين ، استضافت مندوبين قادمين لمناقشة مسألة الكونفدرالية «تحت اسم كندا ،» ويتضمن ذلك رئيس الوزراء الجديد جون أ ماكدونالد. في الـ 29 مارس من عام 1867.
حافظت كندا على رابطتها القوية مع الملكة فيكتوريا. فكتوريا في كولومبيا البريطانية ومقاطعة فيكتوريا في نوفا سكوتيا سميت باسمها، وريجينا في ساسكاتشوان شرفها لها ، جزيرة والدها الأمير إدوارد ، وابنتها ألبرتا. وفي يوم ميلاد الملكة فيكتوريا، اعتبر يوم اجازة رسمية في كندا. بالإضافة إلى ابنتها الأميرة لويز كانت لويز جاتلين من ريدو هول من عام 1878 حتى عام 1883 . وكان يشغل منصب الحاكم العام في كندا ابنها الدوق كونوت بين عامي 1911 و 1916. وفي عام 1867، تم تمرير قانون الإصلاح الثاني ، لتوسيع حق الانتخاب .
في عام 1871، بعد عام واحد فقط من طرد فرنسا لإمبراطورها ، نمت المشاعر الجمهورية في بريطانيا.

### الأخير
خريطة للامبراطورية البريطانية عام 1898
لقد أعلن القادة الأساسيين والذي من ضمنهم المحافظون بنيامين دزرائيلي وروبرت جاسكوين سيسيل وماركيز سالزبوري الثالث والليبراليين ويليام ايوارت  جلاد ستون وإيرل رازبيري وويليام هاركورت .  عن الإصلاحات مختلفة تركز على تقوية الاستقلالية السياسية للمدن الصناعية الكبيرة وزيادة انخراط بريطانيا في المسرح الدولي. ولقد تمت ملاحظة حركات العمال ودمجها من اجل مكافحة التطرف. وقد قام كل من الملكة فيكتوريا والأمير ألبرت بإضافة تحسينات معتدلة على ظروف العمال. ووجدت الملكة فيكتوريا  ان ديسريلي مستشار موثوق به . ووافقت الملكة على سياساته مما ساعد على تطوير حالة بريطانيا إلى مرتبة القوى العظمى العالمية . في ايامها الاخيرة ، زادت شهرتها حتى أصبحت رمزا للامبراطورية البريطانية .وكانت السياسات الجديدة الأكثر اهمية والتي تتضمن التعاقب السريع والإلغاء الكامل للعبودية في الممتلكات الأفريقية وانهاء نقل المشتبه بهم إلى أستراليا والتخفيف من القيود المفروضة على التجارة الاستعمارية وادخال الحكومة المسؤولة قاد ديفيد ليفينجستون رحلات استكشافية مشهورة إلى أفريقيا الوسطى ، والذي وضعت بريطانيا في وضع مناسب للتوسع الإيجابي في نظامها الاستعماري في التدافع من أجل أفريقيا في فترة الثمانينات. وكان هنالك العديد من الصراعات والثورات في الإمبراطورية البريطانية ، ولكن لا يوجد حروب  مع الأمم الكبيرة الأخرى.وقد ارتفعت التوترات خصوصا عندما تم اكتشاف الذهب . ونتيجة ذلك كانت حرب البوير الأولى في عام 1880 حتى عام 1881 وحرب البوير الثانية المريرة في عام 1899 حتى عام 1902. والتي انتصر البريطانيون فيها اخيرا ولكنهم فقدوا هيبتهم في الداخل والخارج . وكانت الملكة فيكتوريا في فراش موتها في  عام 1901 بعد عدة أسابيع من مرضها  توفيت الملكة فكتوريا في في ال22 من كانون الثاني في عام 1901 . بجانب سريرها كان ابنها وتوريثها إدوارد السابع وحفيدها القيصر ويلهيلم الثاني على الرغم من علاقاتهم الصعبة ، لم تكن هناك صلة بين الملكة وادوارد السابع . فتم تجديد النظام الملكي البريطاني وضمن في صمودها عندما انهارت العديد من العوائل الملكية الأوروبية نتيجة الحرب العالمية الأولى.

## المجتمع والثقافة

### الثقافة المشتركة
ارتقاء المرتبة الوسطى في تلك الفترة كان له تأثير تكويني على هيئتها . قال المؤرخ والتيار أي هوتون «بمجرد كسب الطبقة الوسطى للصدارة السياسية والمالية يصبح تأثيرها الاجتماعي حاسمًا. يتكون الإطار الذهني الفيكتوري طبقا لأنماط أطوار من التفكير والإحساس».
لقد احضرت الصناعة معها طبقة وسطى سريعة النمو كانت زيادة أعدادها له تأثير ضخم وأثر ذلك على الطبقات الاجتماعية نفسها المعايير الثقافية واسلوب الحياة والقيم والاداب. أتت الخصائص التي يمكن تحديدها لتحديد منزل الطبقة المتوسطة وأسلوب حياتهم. سابقا، في البلدة وفي المدينة ، كانت المساحات السكنية بجانب موقع العمل أو متصلة فيه، تشغل فعلا نفس المساحة الجغرافية . كان الفرق بين الحياة الخاصة والتجارة كان مرنا يتميز بالتحديد الغير رسمي للوظيفة. في العصر الفيكتوري ، أصبحت الأسر الإنجليزية مجزأة بشكل متزايد ، المنزل عبارة عن هيكل قائم بحد ذاته يضم اسرة نووية ممتدة وفقا للحاجة والظروف لتشمل علاقات الدم. أصبح مفهوم «الخصوصية» ميزة مميزة لحياة الشخص في الطبقة الوسطى. لقد اغلق البيت الإنجليزي واجتاحه الظلام طيلة العقد (خمسينيات القرن التاسع عشر) والطائفة الدينية تقبل الحياة المنزلية كما أنها تتماشى مع خصوصية الطائفة. كان الوجود البرجوازي عالما من المساحة الداخلية ، مقيد بشدة وحذر من التطفل، ولم يفتح إلا من خلال دعوات للمشاهدة في المناسبات مثل حفلات الشاي. «الجوهر ، هو عدم معرفة كل فرد ، وتعاون المجتمع في صيانة الواجهة التي تكمن وراءها الغار لا تعد ولا تحصى ، كانت هي الموضوعات التي شغلت عقول الروائيين في منتصف القرن.»
-كيت سامر سكال نقلها عن المؤرخ انتوني اس. وول

### الإنجيليون والنفعيين والإصلاح
الميزة المركزية في سياسة الفترة الفكتورية هي البحث عن الإصلاح والتحسين ويتضمن ذلك شخصية الفرد والمجتمع . بدأ من الصعود المتكرر للطبقة الوسطى. يأخذ الارستقراطيون مكان السيطرة الكاملة إلى حد كبير لزمن طويل. الاحترام كان رمز بالنسبة لهم – يجب الثقة برجل الأعمال ويجب عليه اجتناب القمار المتهور والشرب بكثرة. ثانيا، الإصلاح الروحي المرتبط وثيقا مع المسيحية الأنجيلية ويتضمن ذلك كيلا من الطوائف الغير متطابقة مثل الميثوديين وخصوصا الإنجيليين أو الكنيسة المنخفضة في كنيسة إنجلترا المؤسسة، والتي يمثلها اللورد شافتسبري من عام 1801 حتى عام 1885 .  فرضت قيم اخلاقية جديدة على المجتمع مثل مراعاة السبت ، المسؤولية ، الجمعية المنتشرة ، الانضباط في المنزل ، تقييم النفس من أصغر الأخطاء والسعي لتحسينها. بدءا من الحركة ضد العبودية في التسعينات القرن الثامن عشر، طور المبشرون الانجيليون تقنيات فعالة لتعزيز من المشاعر الأخلاقية لجميع أفراد الأسرة والوصول إلى العامة من خلال التحريض والدعاية المكثفة والمنظمة جيدا. ركزوا على اثارة النفور الشخصي من الشرور الاجتماعية وسوء السلوك الشخصي. يشير آسا بريجز إلى أنه «كان هناك العديد من الأطروحات حول» الاقتصاد المحلي «في إنجلترا في منتصف العصر الفيكتوري بقدر عدد الرسائل المتعلقة بالاقتصاد السياسي .» اتى التأثير الثالث من ليبرالية النفعية الفلسفية بقيادة المفكرين جيريمي بنثام من عام (1748 حتى عام 1832) وجيمس ميل من عام (1773 حتى 1836) ابنه جون ستيوارت ميل. من عام (1806حتى عام 1873) لم تكن أخلاقية كانت علمية. يطلق على حركتهم عادة «الراديكالية الفلسفية» صيغت لتعزيز هدف «التقدم» باستعمال العقلانية العلمية، والكفاءة الشبيهة بالأعمال التجارية. للتعرف ، القياس ، واكتشاف الحلول للمشاكل الاجتماعية. كانت الصيغة عبارة عن تحقيق وتشريع وتنفيذ وتفتيش وتقرير. في الشؤون العامة ، كان دفاعهم الرئيسي هو إدوين تشادويك من عام 1800 حتى عام 1890 . شارك الإنجيليون والنفعيين في أخلاقيات المسؤولية الأساسية للطبقة الوسطى وشكلها تحالفًا سياسيًا. وكانت النتيجة قوة إصلاحية لا تقاوم . ركزت الإصلاحات الاجتماعية على انهاء العبودية ، رفع أعباء العبودية عن النساء والأطفال واصلاح الشرطة لمنع الجريمة، بدلا من التأكيد على العقوبة القاسية جدا للمجرمين. وما هو أهم  الإصلاحات السياسية ، خاصة رفع الإعاقات عن غير الملتزمين والروم الكاثوليك وفوق كل شيء، إصلاح البرلمان والانتخابات لإدخال الديمقراطية واستبدال النظام القديم حيث سيطر كبار الأرستقراطيين على عشرات المقاعد في البرلمان. تأثير الطويل المدى لحركة الإصلاحات هو الربط الوثيق بين العنصر غير المطابق للحزب الليبرالي. قدم المنشقون دعمًا كبيرًا للقضايا الأخلاقية ، مثل الاعتدال وتطبيق السبت . الوعي المعتزل ، كما كان يطلق عليها، تقال بكثرة من جلادستون لدعم قوانينه الأخلاقية الاجنبية. في الانتخابات بعد الانتخابات ، حشد الوزراء البروتستانت أتباعهم في التذكرة الليبرالية. في سكوتلندا لعبت الكنيسة المشيخية دورًا مشابهًا الميثوديين غير الملتزمين والمعمدانيين والمجموعات الأخرى في إنجلترا وويلز. تلاشت القوة السياسية للمعارضة بشدة عام 1920 مع علمنة المجتمع البريطاني في القرن العشرين.

### الدين
كان الدين ساحة معركة في تلك الحقبة ، مع المعتزلة يقاتلون بمرارة من أجل ضد الوضع الراسخ لكنيسة إنجلترا، خصوصا بما يخص التعليم ، سهولة الدخول إلى الجامعات والمنصب العام. تمت إزالة معظم العقوبات المفروضة على الروم الكاثوليك. أعادوا الفتيكان أعاد الأساقفة الإنجليزية الكاثوليكية في عام 1850 وزادت الأرقام من خلال التحويلات والهجرة من أيرلندا. استعادة الحكم الكاثوليكي في عام 1850 أثارت ردة فعل قوية . طبع هذا الرسم التخطيطي  في نوفمبر من نفس العام وكان مأخوذ من إصدار بنش.
حركة اوكسفورد أيضا كانت حول ذاك الوقت ، مما سيجذب المعتنقين الجدد إلى الكنيسة الكاثوليكية ، وكان جون هنري نيومان منهم. زادت الشكوك والعلمانية تجاه دقة الكتب المقدسة القديمة كما أن سرعان ما اكتسبت النظرة العلمية مكانة بين الأفضل تعليماً . جعلهم هذا الشك يتقبلون المثالية الألمانية والتي تم استيرادها إلى إنجلترا بشكل أساسي من قبل توماس كارلايل ، وقبله على الرغم من نجاحه الأقل صامويل تايلر كولريدج . قاوم كوليردج الإرث التجريبي لعصر التنوير، بينما انتقد كارلايل ، وهو اسكتلندي ، النفعية من داخل تقليد الميتافيزيقيا الاسكتلندية . يجادل والتر إي هوتون ، «ربما كان أهم تطور في التاريخ الفكري للقرن التاسع عشر هو امتداد الافتراضات والأساليب العلمية من العالم المادي إلى حياة الإنسان بأكملها.»
في نصف القرن التاسع عشر، كان هناك نوعان من العقليات الدينية المتميزة بين الأكاديميين البريطانيين. كانت مدرسة الشمال البريطاني محافظة دينياً وتعمل تجارياً بفضل تأثير الكنيسة آل بريسبيتاريه والكالفينية . لعب باحثو الإنجليزية الشمالية والاسكتلندية دورًا رئيسيًا في تطوير الديناميكا الحرارية ، والتي كانت مدفوعة بالرغبة في تصميم محركات أكثر كفاءة من أي وقت مضى. على نقيض ذلك، في الجنوب ، كانت عقليات الأنجليكانية واللاأدرية وحتى الإلحاد أكثر شيوعًا. قام الأكاديميون مثل عالم الأحياء توماس هكسلي بتشجيع «الطبيعة العلمية».

### حالة كنائس المعتزلة
يصف ضمير المعتزلة الحساسية الأخلاقية للكنائس غير الممتثلة - أولئك المعارضون للكنيسة البريطانية القائمة - التي أثرت على السياسة البريطانية في القرن التاسع عشر وأوائل القرن العشرين. في تعداد 1851 لحضور الكنيسة ، شكل غير الملتزمون الذين ذهبوا إلى الكنيسة نصف حضور خدمات يوم الأحد. ركز غير الملتزمين في الطبقة الوسطى الحضرية سريعة النمو. كانت الفئتان من هذه المجموعة بالإضافة إلى عنصر الإنجيليين أو «الكنيسة المنخفضة» في كنيسة إنجلترا: «المنشقون القدامى»، الذين يرجع تاريخهم إلى القرنين السادس عشر والسابع عشر ، شملوا المعمدانيين ، والتجمعيين ، والكويكرز ، والموحدين ، والمشيخيين خارج اسكتلندا. ؛ ظهر «المنشقين الجدد» في القرن الثامن عشر وكانوا ميثودية بشكل أساسي. أكد «الضمير المعتزل» للمجموعة القديمة على الحرية الدينية والمساواة ، والسعي لتحقيق العدالة ، ومعارضة التمييز والإكراه. شدد المنشقين الجدد (وكذلك الإنجيليون الإنجيليون) على قضايا الأخلاق الشخصية ، بما في ذلك الجنس ، والاعتدال ، والقيم العائلية وحفظ السبت. كان كلا الفصيلين ناشطين سياسيًا ، ولكن حتى منتصف القرن التاسع عشر ، دعمت المجموعة القديمة في الغالب اليمينيون والليبراليين في السياسة ، بينما دعم الجديد - مثل معظم الأنجليكان - المحافظين عمومًا. في أواخر القرن التاسع عشر ، تحول المنشقين الجدد في الغالب إلى الحزب الليبرالي. وكانت النتيجة اندماج المجموعتين ، وتعزيز ثقلهما الكبير كمجموعة ضغط سياسي . لقد انضموا إلى قضايا جديدة خاصة فيما يتعلق بالمدارس والاعتدال ، مع الاهتمام الخاص الميثوديين. وبحلول عام 1914، كان الارتباط يضعف ، وبحلول العشرينات من القرن الماضي كان شبه ميت. فرضت البرلمان منذ فترة طويلة سلسلة من الإعاقات السياسية على غير الملتزمين خارج اسكتلندا. لم يستطيعوا احتمال لم يتمكنوا من شغل معظم المناصب العامة ، واضطروا إلى دفع الضرائب المحلية للكنيسة الأنجليكانية ، والزواج من قبل قساوسة أنجليكانيين ، ومنعوا من الحضور في أكسفورد أو شهادات في كامبريدج. طالبوا المنشقون بإزالة الإعاقات السياسية والمدنية التي تنطبق عليهم (خاصة تلك الموجودة في قوانين الاختبار والتأسيس). قاومت المؤسسة الأنجليكانية بشدة حتى عام 1828، ونظم المنشقون في مجموعة ضغط سياسي ونجحوا في عام 1828 في إلغاء بعض القيود. لقد كان إنجازًا كبيرًا لمجموعة خارجية ، لكن المنشقين لم ينتهوا وشهدتهم الفترة الفيكتورية المبكرة أكثر نشاطًا ونجاحًا في القضاء على مظالمهم .
التالي على جدول الأعمال كان بخصوص أسعار الكنيسة ، والتي كانت عبارة عن الضرائب المحلية على مستوى الرعية لدعم مبنى كنيسة الرعية في إنجلترا وويلز. فقط مباني الكنيسة القائمة هي التي تلقت أموال الضرائب. تمت محاولة العصيان المدني لكنها قوبلت بالاستيلاء على الممتلكات الشخصية وحتى السجن. تم إلغاء العامل الإجباري أخيرًا في عام 1868 من قبل ويليام إيوارت جلادستون ، وتم جعل الدفع بشكل تطوعي. بينما كان جلادستون إنجيليًا أخلاقيًا داخل كنيسة إنجلترا ، وكان لديه دعم قوي في المجتمع غير الملتزمين. سمح قانون الزواج لعام 1836 لمسجلي الحكومة المحلية بالتعامل مع الزواجات. وسُمح للوزراء غير الملتزمين في كنائسهم بالزواج من أزواج إذا كان المسجل حاضرًا . أيضًا في عام 1836، تم أخذ التسجيل المدني للمواليد والوفيات والزواجات من أيدي مسؤولي الأبرشية المحليين وتم تسليمه إلى مسجلي الحكومة المحلية. كان دفن الموتى مشكلة أكثر إثارة للقلق ، لأن الكنائس الحضرية لا تحتوي على مقابر ، وسعى غير الملتزمين إلى استخدام المقابر التقليدية التي سيطرت عليها الكنيسة القائمة. وأخيرًا سمح القانون بتعديل قوانين الدفن لعام 1880. طلبت جامعة اكسفورد من طلابها البحث عن تصريح للأشتراك في 39 مقال من كنيسة إنجلترا. وطلبت جامعة كامبريدج ذلك من  أجل شهادة الدبلوم. فعارضت الجامعتان القديمتان منح ميثاق لجامعة لندن الجديدة في ثلاثينيات القرن التاسع عشر لأنه لم يكن لديها مثل هذا التقييد. ومع ذلك ، تأسست الجامعة في عام 1837، وبحلول خمسينيات القرن التاسع عشر أسقطت أكسفورد قيودها. رعى جلادستون في عام 1871 على قانون اختبارات الجامعات 1871 الذي وفر الوصول الكامل إلى الدرجات العلمية والزمالات. لعب غير الملتزمين (خاصة الموحدين والمشيخيين) أدوارًا رئيسية في تأسيس جامعات جديدة في أواخر القرن التاسع عشر في مانشستر ، بالإضافة إلى برمنغهام وليفربول ولييدز.

### الملحدون والمفكرون الأحرار
كان النقاش الشهير بين توماس هنري هكسلي في عام 1860 مع صامويل ويلبرفورس لحظة رئيسية في القبول الأوسع لنظرية التطور لتشارلز داروين . وأصبحت العقيدة اللاهوتية أو الفلسفية المجردة للألحادية ، حيث من المستحيل نظريًا إثبات وجود الرب أو عدم وجوده ، فجأة قضية شائعة حوالي عام 1869، عندما صاغ توماس هنري هكسلي المصطلح. نوقش كثيرًا لعدة عقود ، وحرر مجلته ويليام ستيوارت روس (1844-1906) المجلة الإلحادية والمراجعة الانتقائية . تلاشى الاهتمام بحلول تسعينيات القرن التاسع عشر ، وعندما توفي روس ، أغلقت المجلة قريبًا. دافع روس عن الالحادية في معارضة ليس للمسيحية بقدر ما كان معارضًا للإلحاد ، كما أوضح تشارلز برادلاف. تعني قوانين التجديف أن الترويج للإلحاد يمكن أن يكون جريمة وقد تمت مقاضاته بشدة . كان تشارلز ساوث ويل من بين محرري دورية الحادية صريحة ، عراف العقل ، أو الفلسفة المبررة والذين سُجنوا بتهمة التجديف في أربعينيات القرن التاسع عشر. أطلق غير المؤمنين على نفسهم  مسمى «المفكرون الأحرار» أو «العلمانيون» وكان من بينهم جون ستيوارت ميل ، جورج إليوت وماثيو أرنولد. لم يكونوا بالضرورة معاديين للمسيحية ، كما أكد هكسلي مرارًا وتكرارًا. تم القبض على الشخصيات الأدبية في شيء من الفخ - كان عملهم هو الكتابة ، وقال لاهوتهم أنه لا يوجد شيء مؤكد للكتابة. وبدلاً من ذلك ، ركزوا على الحجة القائلة بأنه ليس من الضروري الإيمان بالرب حتى يتصرف بطريقة أخلاقية. من ناحية أخرى ، أولى العلماء اهتمامًا أقل باللاهوت واهتمامًا أكبر بالقضايا المثيرة التي أثارها تشارلز داروين فيما يتعلق بالتطور. إن الدليل على وجود الرب الذي قال إنه يجب أن يكون موجودًا ليكون له عالم معقد بشكل رائع لم يعد مرضيًا عندما أثبت علم الأحياء أن التعقيد يمكن أن ينشأ من خلال التطور. بسبب هذه التطورات العلمية ، وظهور النقد العالي للكتاب المقدس ، وجاذبية المفكرين الأحرار ، يشير المؤرخون إلى «أزمة الإيمان الفيكتوري» - وهي فترة من التكيف المؤلم في العلاقات الأسرية والأخلاق العامة الناتجة عن تغير الآراء الدينية.

### الزواج وإنشاء الأسرة
رسمة من جورج وليام جوي تدعى بايزووتر أو مينيبوس، من تاريخ 1895، تصف اللوحة الحياة الاجتماعية للطبقة الوسطى في اوخر الحقبة الفكتورية. نمط داجيري لزوجين من العصر الفيكتوري ، في أربعينيات أوخمسينيات القرن التاسع عشر كانت مركزية الأسرة هي الميزة المسيطرة لجميع الطبقات. اكتشف القلقون مرارًا وتكرارًا تهديدات يجب التعامل معها وهي: الزوجات العاملات ، والأجور الزائدة للشباب ، وظروف المصانع القاسية ، وسوء الإسكان ، وسوء الصرف الصحي ، والإفراط في الشرب ، والانحطاط الديني. وكان تبدد الفجور الذي كان يميز الطبقة العليا في أواخر القرن الثامن عشر وأوائل القرن التاسع عشر. أصبح المنزل ملجأ من العالم القاسي. قامت زوجات الطبقة الوسطى بحماية أزواجهن من ملل الشؤون المنزلية. تقلص عدد الأطفال ، مما سمح بإيلاء المزيد من الاهتمام لكل طفل. وكانت العائلات الممتدة أقل شيوعًا ، حيث أصبحت الأسرة النواة هي المثالية والحقيقة . كان المعيار للنساء من الطبقة الوسطى طبيعي في مجالات متعددة ، حيث تجنبت النساء المجال العام - مجال السياسة والعمل بأجر والتجارة والخطابة العامة. بدلا من ذلك، يجب أن يهيمنون على مجال الحياة المنزلية ، وأن يركزوا على رعاية الأسرة ، والزوج ، والأطفال ، والأسرة ، الدين  والسلوك الأخلاقي. كان التدين في المجال الأنثوي ، وقدمت الكنائس غير الملتزمة أدوارًا جديدة دخلت إليها النساء بفارغ الصبر. قاموا بالتدريس في مدارس الأحد ، وزاروا الفقراء والمرضى ، ووزعوا المساحات ، وشاركوا في جمع التبرعات ، ودعموا المبشرين ، وقادوا اجتماعات الفصل الميثودية ، وصلوا مع نساء أخريات ، وسُمح لعدد قليل منهم بالتبشير إلى جماهير مختلطة. تمثل القصيدة الطويلة التي كتبها كوفنتري باتمور من بين عام 1823 وحتى عام 1896 بعنوان «الملاك في المنزل» عام 1854، المرأة الفيكتورية المثالية النقية من الناحية الملائكية والمكرسة لعائلتها ومنزلها. لم تكن القصيدة اختراعًا خالصًا ولكنها عكست القيم الاقتصادية، الاجتماعية ، الثقافية ، الدينية والأخلاقية القانونية الناشئة للطبقة الوسطى الفيكتورية. من الناحية القانونية ، كانت حقوق النساء محدودة في أجسادهن ، وممتلكات الأسرة ، أو أطفالهن . كانت الشخصيات المتعارف عليها هي الابنة ، الزوجة ، الأم والأرملة. كان النمو العاجل والازدهار يعنيان أنه يتعين على عدد أقل من النساء العثور على عمل مدفوع الأجر ، وحتى عندما يمتلك الزوج متجرًا أو مشروعًا صغيرًا ، فكانت مشاركة الزوجة أقل ضرورة . في غضون ذلك ، نما مجال المنزل بشكل كبير ؛ تنفق النساء المال ويقررون الأثاث ، والملابس ، والطعام ، والتعليم ، والمظهر الخارجي الذي تصنعه الأسرة. تم نسخ نموذج باتمور على نطاق واسع - بواسطة تشارلز ديكنز ، على سبيل المثال. اقترح النقاد الأدبيون في ذلك الوقت أن الصفات الأنثوية الفائقة المتمثلة في الرقة والحساسية والتعاطف والملاحظة الحادة أعطت الروائيات نظرة ثاقبة للقصص المتعلقة بالأسرة والحب في المنزل. جعل هذا عملهن جذابًا للغاية بالنسبة لنساء الطبقة الوسطى اللاتي يشترين الروايات والنسخ المتسلسلة التي ظهرت في العديد من المجلات. ومع ذلك ، دعا عدد قليل من النسويات الأوائل إلى تطلعات خارج المنزل. وبحلول نهاية القرن ، كانت «المرأة الجديدة» تركب دراجة وترتدي البنطلونات وتوقع العرائض وتدعم أنشطة البعثة في جميع أنحاء العالم وتتحدث عن التصويت. في بريطانيا العظمى ، وأماكن أخرى في أوروبا ، وفي الولايات المتحدة ، ازدادت شعبية فكرة أن الزواج يجب أن يقوم على الحب الرومانسي والرفقة بدلاً من الراحة أو المال أو الاعتبارات الإستراتيجية الأخرى خلال الفترة الفيكتورية. جعلت تكنولوجيا الورق والطباعة الأرخص من السهل على البشر جذب زملائهم بهذه الطريقة ، ومن هنا جاءت ولادة بطاقة عيد الحب.

### التعليم ومحو الأمية
المزيد من المعلومات: هدف تاريخ التعليم في إنجلترا ، القرن التاسع عشر والمدرسة العامة (المملكة المتحدة)
حفزت الثورة الصناعية الناس على التفكير بشكل أكثر علميًا وأن يصبحوا أكثر تعليماً وإطلاعًا من أجل حل المشكلات الجديدة. ونتيجة لذلك ، تم دفع القدرات المعرفية إلى حدودها الجينية ، مما جعل الناس أكثر ذكاءً وابتكارًا من أسلافهم. وهكذا أصبح التعليم الرسمي أمرًا حيويًا.

## قراءات إضافية